# Cyperus articulatus
Cyperus articulatus o el chintul es una especie de planta del género Cyperus. Está reportada para Venezuela en todos los estados excepto en los estados Yaracuy, Aragua, Barinas, Estado Anzoátegui, Portuguesa, Monagas, Mérida, Trujillo y Zulia.

## Descripción
Planta perenne, con rizomas endurecidos, que alcanza un tamaño de hasta 125 cm de largo y 2–3 mm de grueso, recubiertos de escamas lanceoladas de 2–4 cm de largo; culmos teretes, 1–3 por nudo, 40–140 (200) cm de alto, conspicuamente septados cuando secos. Hojas sin lámina, ocasionalmente con láminas en forma de V, hasta 20 (40) cm de largo. Brácteas de la inflorescencia 2 (4), inconspicuas, erectas, hasta 2 (9) cm de largo, rayos 5–10, delgados, erectos a lánguidos, hasta de 8 (12) cm de largo, espigas ampliamente ovoides a subumbeladas, 15–45 mm de largo; espiguillas 5–10, lineares, comprimidas, 10–45 mm de largo y 1.1–2 mm de ancho, café claras a café rojizas, raquilla alada, persistente; escamas 15–45, oblongo-elípticas a ovadas, 2.9–3.7 mm de largo y 1.1–1.6 mm de ancho, 5–7-nervias, caducas; estambres 3, anteras 1.7–2.4 mm de largo; estigmas 3. Fruto trígono, obovoide-elipsoide, 1.2–1.6 mm de largo y 0.4–0.6 mm de ancho, apiculado, punteado, café, subestipitado a estipitado.

## Distribución y hábitat
Especie común, se encuentra en pantanos, zanjas y márgenes de campos húmedos, en la zona pacífica (menos frecuente en la atlántica); a una altitud de 0–300 m; fl y fr todo el año; pantropical y subtropical.

## Taxonomía
Cyperus articulatus fue descrita por Carlos Linneo   y publicado en Species Plantarum 1: 44. 1753
Etimología
Ver: Cyperus
articulatus: epíteto latino que significa "articulado".
Sinonimia
- Chlorocyperus articulatus (L.) Rikli
- Chlorocyperus cordobensis Palla
- Cyperus articulatus Benth.
- Cyperus autumnalis Pursh
- Cyperus borbonicus Steud.
- Cyperus cordobensis (Palla) Hicken
- Cyperus corymbosus var. subnodosus (Nees & Meyen) Kük. ex Osten
- Cyperus fistulosus Ehrenb. ex Boeckeler
- Cyperus gymnos Schult.
- Cyperus interceptus Steud.
- Cyperus niloticus Forssk.
- Cyperus nodosus Humb. & Bonpl. ex Willd.
- Cyperus nodosus var. aphyllus Boeckeler
- Cyperus nodosus var. subnodosus (Nees & Meyen) Boeckeler
- Cyperus pertenuis Roxb.
- Cyperus subarticulatus Nees & Meyen
- Cyperus subnodosus Nees & Meyen
- Papyrus pangorei Nees[6][7]